# Fenilcetonúria
A Fenilcetonúria (PKU do inglês PhenylKetonUria) é uma doença genética rara caracterizada por defeito da enzima fenilalanina hidroxilase (PAH). Esta proteína catalisa o processo de conversão (hidroxilização) da fenilalanina em tirosina, elemento importante na síntese da melanina.
A ação da fenilalanina hidroxilase (PAH) é transferir um átomo de oxigênio para o anel aromático da fenilalanina. Posteriormente, um íon de hidrogênio (H+) liga-se ao oxigênio completando a transformação em tirosina.

## Causa

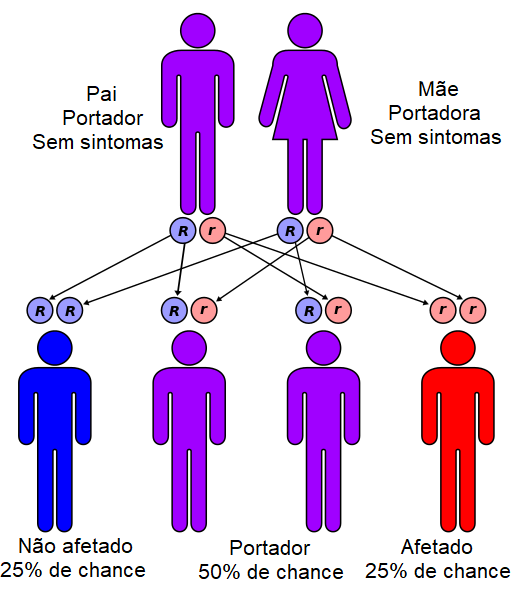
A mutação está localizada no cromossomo 12 e é autossômica recessiva, logo se ambos pais portam o gene sem ter sintomas, seus filhos tem 25% de chance de ter a doença.

A doença é autossômica recessiva e afeta aproximadamente um em cada dez mil indivíduos da população caucasiana. As pessoas com PKU (fenilcetonúria) possuem uma mutação no gene da PAH (fenilalanina hidroxilase). Essa mutação pode acontecer em qualquer uma das milhares de bases de ADN dentro do gene e mutações diferentes têm efeitos desiguais na enzima. Algumas mutações fazem com que a enzima não mais reconheça a fenilalanina. Outras mutações não impedem, mas retardam a ação da enzima. Existem também mutações que tornam a enzima instável, com o catabolismo (velocidade de degradação) acelerado. Esta doença pode ser detectada logo após o nascimento através de triagem neonatal (conhecida popularmente como teste do pezinho).
O teste do pezinho foi incorporada ao Sistema Único de Saúde (SUS) no ano de 1992 com uma legislação que determinava a obrigatoriedade do teste em todos os recém-nascidos vivos. O teste do pezinho começou com a avaliação para Fenilcetonúria e Hipotireoidismo Congênito. Em 2001 Anemia Falciforme e outras Hemoglobinopatias e Fibrose Cística foi incorporada ao programa de triagem neonatal.
A forma clássica da apresentação dessa doença, envolve formação de amiloides tóxicos no cérebro de modo similar ao Mal de Alzheimer e Mal de Parkinson.
Uma forma mais moderada da doença pode ser chamada de hiperfenilalaninemia (excesso de fenilalanina).

### Efeitos na captação da aminoácidos neutros de cadeia longa
Os aminoácidos essenciais de cadeia longa, como a fenilalalina, tirosina, leucina, isoleucina, valina, triptofano, histidina e metionina são transportados através da barreia hemato-encefálica por meio de um transportador de aminoácidos único, ou seja, competem entre si pela entrada no cérebro. Esses aminoácidos são captados para a síntese de proteínas ou como precursores de neurotransmissores, se houver um aminoácido em excesso ele pode inibir competitivamente a entrada de outros aminoácidos. Isso sugere que o retardo mental característico de pessoas com fenilcetonúria se deve a elevada concentração de fenilalanina.

## Sinais e sintomas
São sintomas da doença não tratada:
- Oligofrenia (déficit cognitivo);
- Atraso do desenvolvimento psicomotor (como andar e falar);
- Convulsões;
- Hiperatividade;
- Tremor e;
- Macrocefalia.

Identificam-se as alterações com cerca de um ano de vida. Praticamente todos os pacientes não tratados apresentam QI inferior a 50.

## Tratamento
O tratamento para fenilcetonúria consiste em uma dieta com baixos teores de fenilalanina, que é um aminoácido que se acumula no sangue dos fenilcetonúricos, causando problemas como retardo mental e convulsões. A fenilcetonúria não tem cura e não há medicamentos para essa doença, e durante o tratamento é necessário monitorar regularmente os valores de fenilalanina no sangue.
A quantidade de fenilalanina que pode ser ingerida varia de acordo com a idade e gravidade da doença, e os alimentos ricos nesse aminoácido são aqueles fontes de proteínas, como carnes, peixes, leites e derivados, ovos, trigo, soja e feijão.